# Georgette LeBlanc
Pour les articles homonymes, voir LeBlanc.
Ne doit pas être confondu avec Georgette Leblanc.
Georgette LeBlanc, née le 27 avril 1977 à Saint-Jean-sur-Richelieu, au Québec, est une artiste canadienne pluridisciplinaire principalement connue comme poétesse et écrivaine.

## Biographie
Née à Saint-Jean-sur-Richelieu, Georgette LeBlanc grandit en Nouvelle-Écosse dans la région de la baie Sainte-Marie. Elle est à ce titre une figure des lettres de la culture acadienne.
Après un doctorat en études francophones à l’Université de Louisiane à Lafayette, elle enseigne la création littéraire à l’université Sainte-Anne (Pointe-de-l'Église). Elle publie en parallèle des romans poétiques ou recueils de poèmes, majoritairement aux Éditions Perce-Neige, même si elle écrit également pour diverses revues, la télévision, le théâtre et la chanson.
Plusieurs de ses travaux sont nommés ou récompensés par des prix littéraires. Elle obtient notamment le prix Félix-Leclerc de la poésie en 2007, le prix de la lieutenante-gouverneure de la Nouvelle-Écosse en 2011 et le prix Champlain en 2017. Elle est par ailleurs finaliste du prix littéraire du gouverneur général en 2014 pour son recueil Prudent. Selon David Lonergan, qui la publie au sein de Paroles d'Acadie : Anthologie de la littérature acadienne (1958-2009), ses textes sont parmi les plus originaux de sa génération, notamment par l'usage du français acadien de la baie Sainte-Marie.
En janvier 2018 elle est nommée poétesse officielle du Parlement du Canada, poste qu'elle occupe jusqu'en 2020. Au printemps 2019, Georgette LeBlanc participe au Festival Frye en tant que "poète flyée". En 2020, elle reçoit le Prix du Gouverneur général : traduction de l'anglais vers le français pour sa traduction du recueil Océan de Sue Goyette. Après son passage comme poétesse officielle du Parlement du Canada, elle s'établit à Moncton et enseigne la création littéraire à l'Université de Moncton.
Elle est par ailleurs comédienne et participe à des projets musicaux, et chante notamment sur la chanson Galope de Radio Radio.

## Œuvres
- Alma, Moncton, Éditions Perce-Neige, 2006, 95 p.  (ISBN 978-2-922992-31-1 et 2-922992-31-4)
- Amédé, Moncton, Éditions Perce-Neige, 2010, 81 p.  (ISBN 978-2-922992-55-7)
- Prudent, Moncton, Éditions Perce-Neige, 2013, 123 p.  (ISBN 9782896911257)
- Le Grand Feu, Moncton, Éditions Perce-Neige, 2016, 89 p.  (ISBN 9782896911561)
- Petits poèmes sur mon père qui est mort, Éditions Perce-Neige, 2022, 64 p.  (ISBN 9782896914227)[5]

## Prix et honneurs
- 2007 : lauréate Prix Félix-Leclerc de la poésie pour Alma[7]
- 2007 : Prix Antonine-Maillet-Acadie Vie, pour Alma [8]
- 2011 : Prix de la lieutenante-gouverneure de la Nouvelle-Écosse pour Amédé [9]
- 2011 : Prix Émile-Ollivier pour Amédé
- 2014 : finaliste du prix littéraire du gouverneur général pour Prudent [10]
- 2017 : Prix Champlain 2017 pour Le Grand Feu [11]
- 2020 : lauréate Prix du Gouverneur général pour la traduction de l'anglais vers le français du recueil Océan de Sue Goyette.